# Publika TV

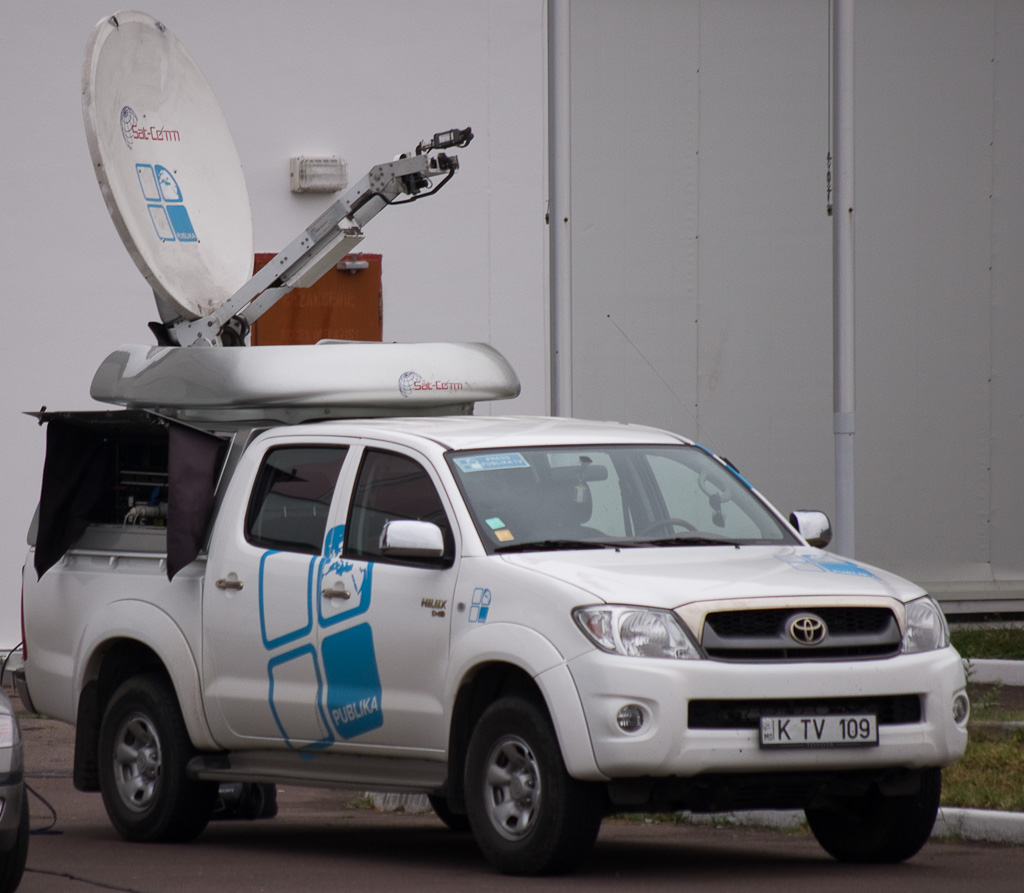
auto Publika TV

Publika TV je moldavská zpravodajská televizní stanice. Byla spuštěna 7. dubna 2010, jejich zakladateli byli rumunský podnikatel Sorin Ovidiu Vîntu a moldavský podnikatel Vladimir Plahotniuc.
Jedná se o druhý zpravodajský televizní kanál z Moldavska, po Jurnal TV (později to bylo transformováno do všeobecné stanice), a v současné době jediná zpravodajská televizní stanice, která vyrábí a vysílá obsah v rumunštině a ruštině.